# Manganite
Cet article concerne le minéral. Pour les oxysels, voir Manganite (oxysel).
La manganite est une espèce minérale composée d'oxyde hydroxylé de manganèse de formule MnO(OH). Il s’agit du plus fréquent de ces hydroxydes de manganèse.

## Historique de la description et appellations

### Inventeur et étymologie
Décrite par Wilhelm Haidinger en 1827. Le nom fait allusion à sa composition chimique (manganèse).

### Topotype
Ilfeld, Nordhausen, Harz, Thuringe, Allemagne

### Synonymie
- Acerdèse (Beudant 1832) [4]
- Manganaise cristallisée (Romé de l'Isle 1772) [5]
- Manganèse oxydé ou manganèse oxydé métalloïde gris (Haüy 1801) [6]
- Manganèse satinée (Picot de Lapeyrouse)[7]
- Magnésie noire[8]
- Newkirkite (Tomson 1836) [9]
- Pierre de Périgueux[10]
- Savon des verriers[11]
- Sphénomanganite  (Flink 1919) : habitus sphénoïdal de la manganite trouvée à Långban en Suède[12].

## Caractéristiques physico-chimiques

### Critères de détermination
On peut distinguer la manganite d'autres minéraux comme l'énargite et de quelques silicates noirs, par sa réaction au chalumeau, sa solubilité dans l'acide chlorhydrique et sa production de gaz (chaux et chlore), son clivage parfait ainsi que par sa trace noire. La détermination peut également se faire par diffraction des rayons X et l'analyse chimique.

### Cristallochimie
- Trimorphisme avec de la feitknechtite et de la groutite.
- Isomorphe avec la diaspore et la goethite.

### Cristallographie
- Paramètres de la maille conventionnelle : {\displaystyle a} = 8,94 Å, {\displaystyle b} = 5,28 Å, {\displaystyle c} = 5,74 Å ; Z = 8 ; V = 270,95 Å3
- Densité calculée = 4,31 g cm−3

### Propriétés physiques
Cristaux prismatiques striés parallèlement [001], pouvant atteindre 7,5 cm, le plus souvent terminés par {001} . La couleur est d’un gris métallique foncé à noir métallisé et son éclat est mat submétallique. Son trait est brun rougeâtre virant au noir. Sa dureté est de 4 et sa densité est de 4,3. Ils ont un clivage parfait parallèle au brachypinacoïde alors que le clivage des faces prismatiques est légèrement moins parfait. Des cristaux jumeaux ne sont pas rares.

### Propriétés chimiques
Le minéral contient 89,7 % de sesquioxyde de manganèse. Il se dissout dans l’acide chlorhydrique avec dégagement de chlore.

## Gîtes et gisements

### Gîtologie et minéraux associés
GîtologieFormée  à basse température dans les gisements hydrothermaux  de manganèse  ou des sources chaudes.
Minéraux associéspyrolusite, braunite, hausmannite, barytine, calcite, sidérite, goethite.

## Gisements
- Allemagne

Ilfeld, Nordhausen, Harz, Thuringe (topotype)
- Belgique

Rahier, Stoumont, Vallee de la Lienne, Massif de Stavelot, Liège
- Canada

La mine Jeffrey, Richmond Co., Asbestos au Québec
- France

Pla de Gante, Escaro-Aytua, Olette, Prades, Pyrénées-Orientales, Languedoc-Roussillon  
Tuc Usclat, Argut-Dessus, Haute-Garonne, Midi-Pyrénées 
- Gabon

Mine de Moanda, Moanda, Département de Léboumbi-Leyou, Province du Haut-Ogooué 